# 樊繼祖
樊繼祖（1480年—1558年），字孝甫，號雙岩、雙嵒，山東兗州府濟寧州鄆城縣人，明朝政治人物。

## 生平
弘治十四年（1501年）辛酉科山東鄉試第二十九名舉人，正德六年（1511年）辛未科三甲第二十名進士。授臨潁縣知縣，十一年（1516年）正月升山西道監察御史，十三年（1518年）巡視陝西茶馬，嘉靖元年（1522年）奉命查勘畿輔皇室莊田，清出侵占民田二萬餘頃，四年（1525年）養病，五年（1526年）起為河南按察司副使，九年（1530年）四月升河南布政使司右參政，同年十一月丁母憂。服闋，十二年（1533年）起為江西布政使司右參政，同年十月大同總兵李瑾被亂兵所殺，大同巡撫潘倣被論劾罷職，樊繼祖任都察院右僉都御史、巡撫大同，抵禦外敵有功，升右副都御史，十六年（1537年）五月升兵部左侍郎，十七年（1538年）四月與都察院左僉都御史王杲、左春坊左諭德張治清理軍職謄黃，十八年（1539年）明世宗南巡時，整飭薊州山海關等處邊備，十九年（1540年）十二月升兵部尚書，蔭一子入國子監，二十年（1541年）七月改總督宣大，二十一年（1542年）二月被論劾坐視虜寇塗炭生靈，掩飾敗績，三度謊報大捷，回籍聽勘，二十二年（1543年）三月起為工部尚書兼都察院右副都御史，差往湖廣採發大木，十二月加太子少保，二十四年（1545年）十二月吏科給事中李文進、貴州道監察御史趙炳然奏宣大二鎮邊餉侵折數多，乞治經管諸臣之罪，致仕歸里，三十七年（1558年）卒於家。

## 著作
著有《秋霽元吟》、《南國漫興》、《金丹百詠》、《雙嵒奏議》、《雲朔行稿》、《懸弧徵志》諸集。

## 家族
曾祖樊敬，刑部左侍郎；祖父樊玘，七品散官；父樊沂。母侯氏。慈侍下。